# McLaren MP4-21
Chronologie des modèles (2006)
McLaren MP4-20 McLaren MP4-22
La McLaren MP4-21 est la monoplace de Formule 1 de l'écurie McLaren Racing, engagée au cours de la saison 2006 de Formule 1 aux mains de Kimi Räikkönen, Juan Pablo Montoya et Pedro de la Rosa.

## Historique

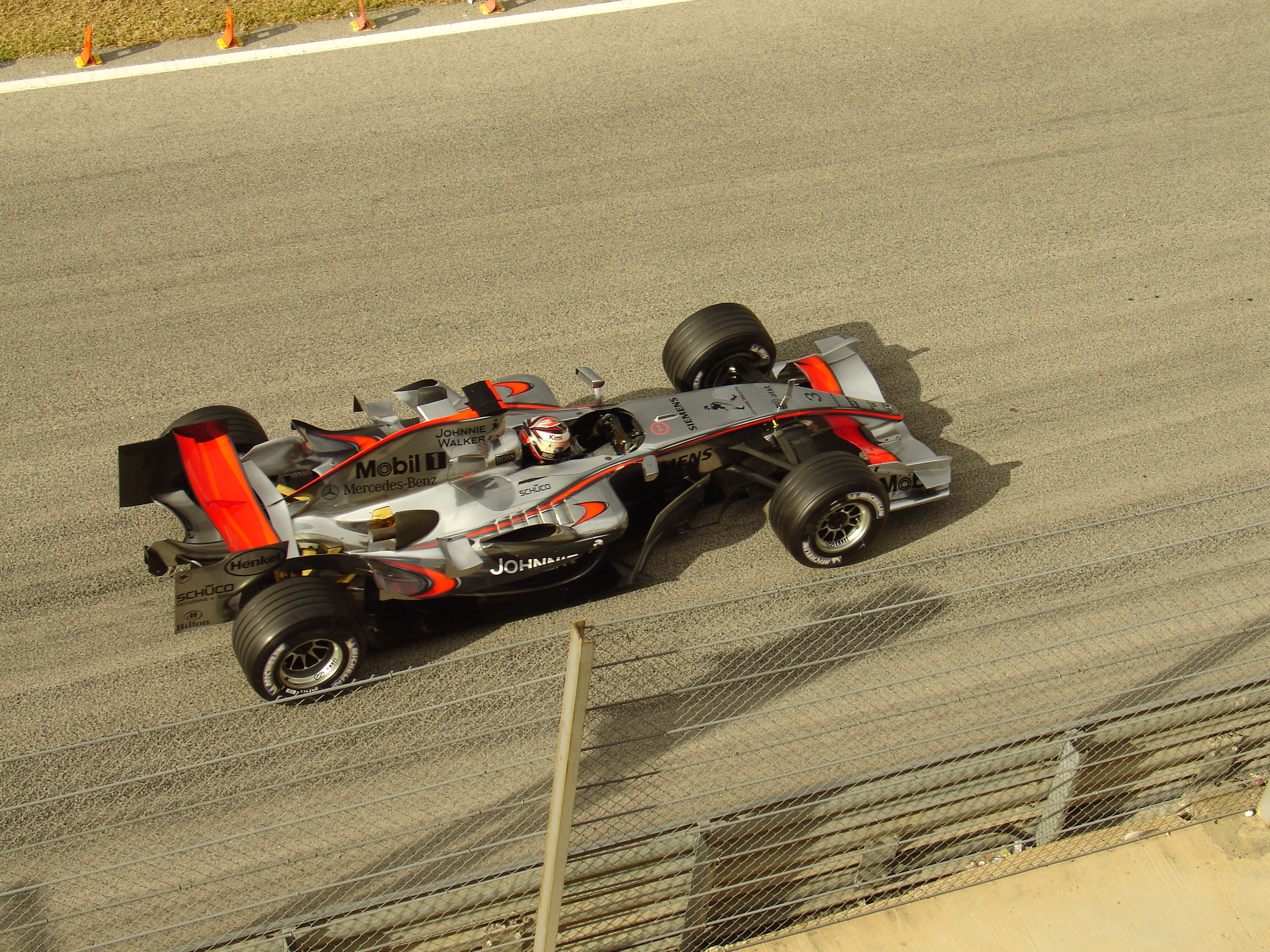
Kimi Räikkönen lors des premiers essais de la McLaren MP4-21

La saison 2005 a consacré la supériorité de McLaren-Mercedes en performance, mais aussi sa faiblesse en matière de fiabilité qui coûta les deux titres à l'écurie et à son meneur finlandais au profit des Renault R25 de Fernando Alonso et Giancarlo Fisichella.
L'équipe de Woking entame en 2006 sa seconde saison consécutive avec la paire Kimi Räikkönen-Juan Pablo Montoya, mais aussi la dernière, puisque Ron Dennis a annoncé dès la fin 2005 le recrutement de Fernando Alonso à compter de 2007. Le directeur technique de l'écurie Adrian Newey part quant à lui chez Red Bull Racing.
En essais à Barcelone, Räikkönen réalise le deuxième meilleur temps de l'hiver. Quelques semaines avant le début de la saison, la livrée définitive des McLaren est dévoilée : une déclinaison chrome et rouge car West est remplacé par Johnnie Walker et Fly Emirates.
Lors du premier Grand Prix de la saison, une rupture de suspension dans la première phase des qualifications oblige Räikkönen à s'élancer du dernier emplacement sur la grille. Montoya n'est que cinquième quand les Ferrari 248 F1 de Michael Schumacher et Felipe Massa s'emparent des deux premières places de la grille, que les Honda RA106 de Button et Barrichello sont troisième et sixième et que les Renault R26 sont quatrième et neuvième. Au terme d'une course avec une stratégie à un seul arrêt, le Finlandais s'empare de la troisième marche du podium et son équipier est cinquième.
Le Colombien demande, en vain, à son équipe de changer son moteur pour la course suivante en Malaisie ; il devance néanmoins son équipier sur la grille, cinquième contre sixième et termine quatrième quand Räikkönen, percuté par Christian Klien dans le premier tour, abandonne.
En Australie, les McLaren sont bien placées à l'issue des qualifications, quatrième (Räikkönen) et cinquième (Montoya), derrière les Renault R26 et la Honda RA106 de Jenson Button. En revanche, dès le tour de formation, Juan Pablo Montoya, en essayant de mettre ses pneus à température, part en tête-à-queue dans la ligne droite des stands. Giancarlo Fisichella, à l'origine d'une seconde procédure de départ, lui permet toutefois de retrouver sa position. Après quarante-sept tours, les MP4-21 sont deuxième et quatrième. Montoya attaque pour revenir sur Ralf Schumacher mais abandonne sur coupure moteur. Räikkönen termine dans les roues de Fernando Alonso en obtenant le meilleur tour en course dans le dernier tour.
Lors du Grand Prix de Saint-Marin, trois semaines après, la Scuderia Ferrari, menée par Michael Schumacher auteur de sa soixante-sixième pole position, est un concurrent redoutable. Les McLaren sont que septième et huitième, Montoya devant Räikkönen. Juan Pablo Montoya se classe troisième de la course et Kimi Räikkönen cinquième.
Lors du Grand Prix d'Europe, les MP4-21 restent discrètes lors des séances d'essais et en qualifications du fait d'une lourde charge de carburant : Räikkönen cinquième et Montoya huitième. En course, le Finlandais se classe quatrième tandis que Montoya abandonne après une course terne.
La situation ne s'améliore pas lors de l'épreuve suivante, en Espagne puisque Räikkönen est neuvième et Montoya douzième des qualifications après une erreur de son stand qui tarde à le ravitailler ce qui refroidit ses pneus. En course, Montoya abandonne après un tête-à-queue et Räikkönen se classe cinquième à une minute d'Alonso.
À Monaco, les McLaren retrouvent de meilleures performances sur un tracé qui leur convient. Räikkönen se bat durant cinquante tours contre Alonso pour la victoire avant que son moteur ne casse. Montoya termine deuxième mais n'a jamais pu suivre le rythme de son équipier. Cette performance retrouvée est confirmée à Silverstone, en même temps qu'un glissement de stratégie : les dirigeants de l'écurie admettent que charger la monoplace au maximum en essence en qualifications ne paye pas. Räikkönen, second sur la grille de départ est finalement débordé par Schumacher derrière Alonso. Montoya se classe sixième à plus de trente secondes de son équipier.
Au Canada, Räikkönen est troisième derrière les Renault sur la grille et Montoya septième. Dès le départ, le Finlandais prend le meilleur sur Fisichella et prend la roue d'Alonso, le harcèle durant le début de course avant de lentement chuter en performance, de caler dans les stands et de glisser sur des résidus de gomme, offrant le premier accessit à Michael Schumacher derrière Alonso. De son côté, Montoya, après un départ mouvementé, sort Rosberg de la piste avant de percuter le mur "Bienvenue au Québec" et d'abandonner.
À Indianapolis, les McLaren, mal qualifiées à cause d'une très lourde charge de carburant, sont prises dans le carambolage du premier tour et abandonnent. McLaren est désormais exclue des deux courses au titre, Räikkönen est à quarante-neuf points d'Alonso et son équipe à soixante-six points de Renault.
La semaine précédant le Grand Prix de France, Juan Pablo Montoya annonce qu'il quitte la Formule 1 à la fin de l'année pour s'engager en NASCAR. Quelques heures après cette annonce, son employeur le limoge ; il est remplacé par le troisième pilote Pedro de la Rosa qui se qualifie en huitième position pour son premier Grand Prix depuis Bahreïn 2005, deux places derrière Räikkönen. Ils passent tous les deux la ligne d'arrivée en ayant gagné une place, dominés par les Ferrari, les Renault et les Toyota.
En Allemagne, sur les terres de Mercedes, Räikkönen, à la surprise générale, réalise la pole position. En course, il monte sur la dernière marche du podium, les deux Ferrari étant nettement supérieures. De la Rosa abandonne sur un problème de pompe à essence au troisième tour.
En Hongrie, sur un circuit ne mettant pas à l'honneur la vitesse de pointe, les McLaren se retrouvent en haut de la hiérarchie avec notamment la deuxième pole position de la saison pour Räikkönen (profitant des pénalités infligés a Alonso et Schumacher) ainsi que la cinquième place sur la grille pour de la Rosa. En course, les monoplaces occupent un temps la tête puis Räikkönen abandonne après une collision avec Liuzzi ; de la Rosa prend la deuxième place après une lutte durant les dix derniers tours contre Michael Schumacher.

## Résultats en championnat du monde de Formule 1
| Saison | Écurie                | Moteur              | Pneus    | Pilotes            | Courses | Courses | Courses | Courses | Courses | Courses | Courses | Courses | Courses | Courses | Courses | Courses | Courses | Courses | Courses | Courses | Courses | Courses | Points inscrits | Classement |
| Saison | Écurie                | Moteur              | Pneus    | Pilotes            | 1       | 2       | 3       | 4       | 5       | 6       | 7       | 8       | 9       | 10      | 11      | 12      | 13      | 14      | 15      | 16      | 17      | 18      | Points inscrits | Classement |
| ------ | --------------------- | ------------------- | -------- | ------------------ | ------- | ------- | ------- | ------- | ------- | ------- | ------- | ------- | ------- | ------- | ------- | ------- | ------- | ------- | ------- | ------- | ------- | ------- | --------------- | ---------- |
| 2006   | Team McLaren Mercedes | Mercedes V8 FO 108S | Michelin |                    | BAH     | MAL     | AUS     | SMR     | EUR     | ESP     | MON     | GBR     | CAN     | USA     | FRA     | ALL     | HON     | TUR     | ITA     | CHI     | JAP     | BRÉ     | 110             | 3e         |
| 2006   | Team McLaren Mercedes | Mercedes V8 FO 108S | Michelin | Kimi Räikkönen     | 3e      | Abd     | 2e      | 5e      | 4e      | 5e      | Abd     | 3e      | 3e      | Abd     | 5e      | 3e      | Abd     | Abd     | 2e      | Abd     | 5e      | 5e      | 110             | 3e         |
| 2006   | Team McLaren Mercedes | Mercedes V8 FO 108S | Michelin | Juan Pablo Montoya | 5e      | 4e      | Abd     | 3e      | Abd     | Abd     | 2e      | 6e      | Abd     | Abd     |         |         |         |         |         |         |         |         | 110             | 3e         |
| 2006   | Team McLaren Mercedes | Mercedes V8 FO 108S | Michelin | Pedro de la Rosa   |         |         |         |         |         |         |         |         |         |         | 7e      | Abd     | 2e      | 5e      | Abd     | 5e      | 11e     | 8e      | 110             | 3e         |

Légende : ici 